# Kolontár
Kolontár är en ort (by) i provinsen Veszprém i västra Ungern. Orten har 683 invånare (2024), på en yta av 21,72 km². Den ligger cirka 6,5 kilometer sydväst om Ajka.
Kolontár var det samhälle som drabbades hårdast när en damm tillhörande en aluminiumfabrik nära Ajka brast den 4 oktober 2010 och rödslam läckte ut. Inledningsvis rapporterades 3-4 människor ha dött på grund av olyckan. Några dagar efter händelsen inträffat uppgavs siffran ha stigit till 7 avlidna. Invånarna i Kolontár evakuerades i förebyggande syfte efter att premiärminister Viktor Orbán besökt det olycksdrabbade området, då det befarades att den redan skadade dammen hade försvagats ytterligare.